# Пронино (Псковская область)
Пронино — деревня в Великолукском районе Псковской области России. Входит в состав сельского поселения «Купуйская волость».
Расположена в центре района в 3 км к северу от волостного центра Купуй и в 12 км к югу от райцентра Великие Луки.

## Население
Численность населения по оценке на 2000 год составляла 8 жителей, на 2010 год — 12 жителей.